# Livello 7
Livello 7 è un romanzo di fantascienza apocalittica dello scrittore statunitense Mordecai Roshwald, pubblicato nel 1959.
È raccontato come se fosse il diario scritto dal soldato X-127 durante la sua permanenza all'interno della struttura militare sotterranea denominata "Livello 7", dove ha il compito di azionare armi nucleari in caso di attacco nemico.

## Storia editoriale
Il libro, scritto in piena guerra fredda, è innanzitutto un monito contro la corsa agli armamenti nucleari. L'autore esprime inoltre la disumanizzazione nella guerra tecnologica degli addetti alle armi, che diventano semplicemente dei prolungamenti delle macchine con cui interagiscono.
Il diario del soldato X-127 è scritto in modo tale che non sia possibile determinare a quale delle due superpotenze appartiene il narratore. I riferimenti ai valori della nazione per cui presta servizio sono presentati in maniera tale da essere compatibili con le dichiarazioni di entrambi i contendenti della guerra fredda. Inoltre non sono mai dati riferimenti geografici né nomi di persona (tutti i personaggi sono indicati con una sigla alfanumerica).
Il romanzo è stato ampliato nel 2004, aggiungendo nella narrazione il ritrovamento del diario da parte di una popolazione marziana. In Italia tale versione ampliata è stata pubblicata nel 2007 e l'originale Livello 7 è diventato un capitolo a sé stante, intitolato Il diario dell'ufficiale PP X-127.

## Trama
Al soldato premi-pulsanti X-127 viene ordinato di recarsi nel bunker sotterraneo Livello 7 per un'esercitazione. Giunto a destinazione, scopre però che la sua assegnazione alla struttura è permanente: come gli altri assegnati al livello, dovrà aspettare fino allo scoppio della guerra nucleare, quando avrà il compito di premere i pulsanti per il lancio dei missili atomici. Dopo di allora, poiché la vita sulla Terra sarà impossibile a causa delle radiazioni, gli occupanti del livello dovranno rimanervi a vita, generando discendenti che un giorno potranno uscire all'esterno.
Il Livello 7 è il più profondo e più piccolo di una serie di rifugi sotterranei che ospiteranno la popolazione militare e civile al momento dello scontro. I più superficiali sono stati costruiti solo per l'effetto psicologico sulla popolazione, non potendo in alcun modo garantire la sopravvivenza degli occupanti.
Quando viene dichiarata la guerra X-127 compie il suo dovere e la superficie della Terra diviene subito inabitabile. Al termine dello scontro, che in totale dura 2 ore e 58 minuti, gli occupanti della struttura militare scoprono che il primo attacco è partito per un errore tecnico, e ad esso hanno fatto seguito azioni reciproche di rappresaglia. Entrambi i contendenti si dichiarano vincitori.
Man mano che passa il tempo, al Livello 7 giungono però notizie che tutti gli altri livelli sotterranei, compresi quelli del fronte nemico, vengono raggiunti dalle radiazioni. Queste infine raggiungono anche il Livello 7, sterminando così ogni forma di vita sulla Terra.

## Personaggi
X-127Il soldato premi-pulsanti, protagonista del romanzo. Viene inviato nel bunker sotterraneo Livello 7 a sua insaputa, per rimanervi tutta la vita, in attesa dello scoppio di una guerra nucleare. Sarà lui a avviare la distruzione mutua assicurata rispondendo all'attacco nemico. Sarà anche l'ultimo a morire a causa delle radiazioni che hanno irraggiato tutti i rifugi antiatomici della Terra.
X-107Il commilitone di X-127 e suo amico. Anche lui è un premi-pulsanti.
X-117Un soldato premi-pulsanti, l'unico che si rifiuterà di avviare la rappresaglia atomica contro il nemico. Sollevato dall'incarico, morirà suicida dopo la distruzione della civiltà.
P-867Una psicologa del Livello 7. Innamorata di X-127 riuscirà a farsi sposare da lui; alcuni mesi dopo la guerra, divorzierà da questi per sposare X-107.
R-747La riserva con la quale X-127 intrattiene una amichevole rapporto. X-127 vorrebbe sposarla, ma P-867 si frappone tra di loro.

## Edizioni
- Mordecai Roshwald, Livello 7, traduzione di Beata della Frattina, Collana Urania, n. 221, Milano, Mondadori, gennaio 1960.
- Mordecai Roshwald, Livello 7, traduzione di Beata della Frattina, Collana Urania, n. 504, Milano, Mondadori, dicembre 1968.
- Mordecai Roshwald, Livello 7, traduzione di Beata della Frattina, Classici Urania, n. 90, Milano, Mondadori, settembre 1984.
- Mordecai Roshwald, Livello 7, traduzione di Beata Della Frattina e Riccardo Valla, Urania Collezione, n. 057, edizione ampliata, Milano, Mondadori, ottobre 2007.